# The Lady in Waiting
The Lady in Waiting ist ein US-amerikanischer Kurzfilm von Christian Taylor aus dem Jahr 1992.

## Handlung
Miss Peach packt die letzten Kisten eines inzwischen leeren Landhauses für eine Auktion zusammen. Sie erhält über den Rechtsanwalt einen Brief ausgehändigt, der die Adresse eines Penthouses in der 5th Avenue und den Namen „Catherine Spencer“ trägt. Sie wisse, was sie zu tun habe. Miss Peach verabschiedet sich von dem verbliebenen Personal in der Villa und geht. Eine Woche später, am 13. Juli 1977, trifft sie in New York City ein. Sie begibt sich zu dem Hochhaus, in dem sich die Wohnung befindet. Im Fahrstuhl steigt kurz darauf eine Drag Queen ein. Während der Fahrt bleibt der Fahrstuhl plötzlich stehen und die Lichter gehen aus – ein Blitzeinschlag hat für einen Elektrizitätsausfall in ganz New York City gesorgt. Die Notstromanlage springt nach kurzer Zeit an. Die Drag Queen stellt sich Miss Peach gegenüber als Scarlet vor und die alte Frau erkennt erst nach einer Weile, dass sie es eigentlich mit einem Mann zu tun hat. Sie reagiert ablehnend.
Nachdem der Fahrstuhl etwas tiefer gesackt ist, öffnet sich die Tür einen Spalt und Scarlet kann nach außen gelangen. Miss Peach weigert sich zunächst, ihr zu folgen, lässt sich dann jedoch nach außen heben. Dabei verletzt sie sich leicht am Knöchel und Scarlet hilft ihr durch das Treppenhaus zur angegebenen Wohnung, in der laut Miss Peach ihre Freundin wohnt. Da niemand öffnet, manipuliert Scarlet das Schloss und beide gelangen in die Wohnung. Miss Peach hat kein gutes Gefühl, lässt sich von Scarlet jedoch zu Bett bugsieren und den Knöchel verbinden. Als Miss Peach Scarlet vorwirft, alles falsch zu machen, zieht sich Scarlet zurück. Wenig später steht sie vor Miss Peaches Bett und hat sich aufwändig mit neuer Perücke verkleidet. Miss Peach reagiert mit Unverständnis, nennt Scarlets Auftritt bloße Maskerade, peinlich und unzivilisiert. Scarlet zieht sich verletzt ins Badezimmer zurück. Erst jetzt entdeckt Miss Peach, dass Scarlet unbemerkt den Essenstisch liebevoll gedeckt und mit den Namensschildern „Lady Peach“ und „Lady Scarlet“ versehen hatte. Sie erklärt Scarlet vor dem Badezimmer ihr Dilemma: Die Inhaberin der Wohnung Catherine Spencer ist nicht ihre Freundin, sondern die Geliebte ihres verstorbenen Arbeitgebers. Sie selbst war sein Hausmädchen und ist nur hier, um einen Liebesbrief an die Frau zu überbringen, wie es ihr Vorgesetzter testamentarisch verfügt hat. Sie hat die Frau noch nie gesehen und weiß auch nicht, wann sie zurückkommt. Von ihrer Anwesenheit weiß Catherine Spencer nichts.
Scarlet macht ihr am nächsten Morgen klar, dass sie erkennen muss, was sie hat, um es anschließend einfach zu genießen. Sie frisiert und schminkt Miss Peach und macht so aus ihr eine Dame. Miss Peach überlegt, ob sie den Brief ihres verstorbenen Arbeitgebers zerreißen soll, lässt ihn dann jedoch in der Wohnung zurück. Miss Peach und Scarlet fahren mit dem Fahrstuhl ins Foyer. Der Strom kommt langsam nach New York zurück und auch Catherine Spencer trifft nach einer Reise im Foyer ein. Sie geht an Miss Peach und Scarlet vorbei, ohne sie zu erkennen. Beide lächeln. Kurz darauf ruft sich Miss Peach ein Taxi und fährt allein los.

## Produktion
The Lady in Waiting entstand von 1990 bis 1992 am Institute of Film, School of the Arts, der New York University. Es war Christian Taylors Studien-Abschlussarbeit. Er führte Regie, schrieb das Drehbuch und schnitt den Film. Die Dreharbeiten fanden in New York City statt und greifen mit dem Stromausfall in New York City 1977 ein reales Ereignis auf. Die Kostüme schuf Cynthia Dumont, die Filmbauten stammen von Jack Saad-Robinson. Während Miss Peach im Drehbuch als Britin angelegt ist und das Haus ihres Vorgesetzten Lord Walter als Fortley Manor bezeichnet wird, fehlen derartige Bezüge im Film. Christian Taylor präsentierte 1993 eine längere und veränderte Fassung des Kurzfilms als Script im Rahmen des Directors Lab des Sundance Film Festivals.

## Auszeichnungen
The Lady in Waiting wurde  1992 bei den Student Academy Awards für eine Goldmedaille in der Kategorie Dramatic nominiert und gewann den Student Film Award der Directors Guild of America. Der Film wurde 1993 für einen Oscar in der Kategorie Bester Kurzfilm nominiert.